# Record San Francisco-Yokohama à la voile
Cet article contient la liste des records de la traversée San Francisco-Yokohama à la voile.

## Liste
- 2006 : Olivier de Kersauson sur Geronimo en 14 jours, 22 heures 40 minutes.
- 2008 : arrivée le 10 avril; Lionel Lemonchois et ses 9 coéquipiers, sur Gitana 13, en 11 jours, 12 minutes et 55 secondes.